# Pulla

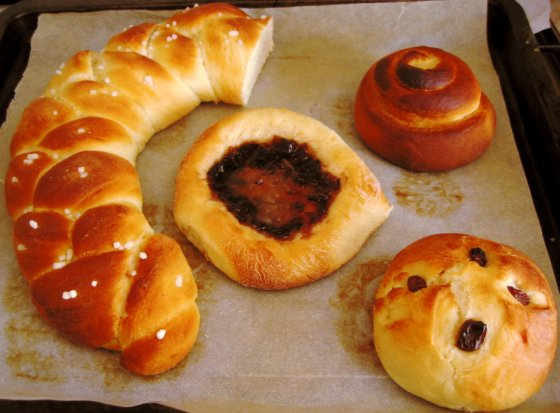
Pulla

Pulla ist ein finnisches Hefegebäck, das in Finnland meist zum Kaffee oder Tee gegessen wird. Es ist der schwedischen Kanelbulle sehr ähnlich. Oft wird Pulla mit Eistreiche die typische braune Kruste verliehen, die mit Hagelzucker oder Mandeln bestreut wird. Ein weit verbreiteter Name für das Gebäck ist Korvapuusti (Ohrfeige).

## Pullaarten
Aus dem Pullateig werden viele verschiedenen Pullaformen gebacken, mit unterschiedlichen Füllungen oder zu verschiedenen Anlässen. Einige typische Pullaarten:
- Pikkupulla, kleine Pulla, sind die einfachste Pullaart. Sie werden in kleinen runden Bällen gebacken und oft mit Hagelzucker bestreut.
- Laskiaispulla werden traditionell zum Fastnachtsdienstag gebacken. Es handelt sich dabei um in Bälle geformte und gebackene Pulla, die aufgeschnitten und mit Marzipan und/oder Marmelade und Sahne gefüllt werden.
- Voisilmäpulla, Butteraugenpulla. Dabei wird in ungebackene Pikkupulla oben eine kleine Vertiefung gebohrt, und diese mit Butter und Vanillezucker gefüllt. Das sieht dann aus, als hätte die Pulla ein Auge, daher der Name.
- Korvapuusti, bedeutet Ohrfeigen. Der Pullateig wird ausgewellt und mit Zimt, Zucker und Butter gefüllt, danach aufgerollt und die Teigrolle zu Schnecken zerschnitten. Die Oberfläche wird mit Eigelb bestrichen und mit Hagelzucker bestreut.
- Omenapusu, bedeutet Apfelkuss. Aus dem Pullateig werden fingerdicke Kreise ausgewellt, mit Apfelmus bestrichen, zur Hälfte zusammengeklappt und die Ränder festgedrückt. Die Pulla haben nach dem Aufgehen und Backen Ähnlichkeit zu einem Kussmund, daher der Name.
- Piirakka werden auch aus Pullateig gemacht. Piirakka sind handtellergroße Kuchen, die zum Beispiel mit Blaubeeren gefüllt werden.
- Bostonkakku Bostonkuchen, wird aus Zimtschnecken gemacht, die hochkant in eine runde Form gelegt werden, erst dann wird der Kuchen gebacken.